# Derolus brevicornis
Derolus brevicornis es una especie de escarabajo longicornio del género Derolus, tribu Cerambycini, subfamilia Cerambycinae. Fue descrita científicamente por Holzschuh en 1981.

## Descripción
Mide 17-22 milímetros de longitud.

## Distribución
Se distribuye por Irán.